# Bohuslav Nocar
Bohuslav Nocar (22. říjen 1920, Plzeň - 11. září 1944, Biella, Itálie) byl československý voják a příslušník výsadku Silica-North.

## Mládí
Narodil se 22. října 1920 v Plzni. Otec František byl lakýrník, matka Josefa byla vedoucí pracovnicí v obchodním domě Baťa. Rodiče byli rozvedeni.
Obecnou a měšťanskou školu absolvoval v Plzni. Po zaškolení ve Zlíně nastoupil v Plzni u Bati jako prodavač obuvi. V Plzni a ve Zlíně absolvoval obchodní školu a v březnu 1938 byl odeslán jako praktikant do Anglie a odtud do New Yorku. V září 1939 byl firmou odeslán na Trinidad jako vedoucí sítě obchodů Baťa. Po ukončení smlouvy vstoupil do československé zahraniční armády a přes New York odjel do Anglie.

## V exilu
15. března 1941 byl prezentován u čs. zahraniční armády v Anglii. Po výcviku byl zařazen k telegrafní rotě a po absolvování parakurzu byl nejprve velitelem radiostanice u velitelství praporu, později potom instruktorem výcviku a zbrojním důstojníkem. V říjnu 1942 byl povýšen na svobodníka.
Po zařazení do výcviku pro zvláštní úkoly absolvoval od 26. srpna do 28. srpna 1944 absolvoval radiokurz. V hodnosti desátníka byl zařazen do operace Silica a odeslán na výcvikovou základnu v Itálii. 10. září 1944 byl povýšen na četaře.

## Nasazení
11. září odstartoval na palubě výsadkového letounu z letiště v Brindisi. Přibližně ve 22. hodin letoun narazil do horského masivu v prostoru Biella. Všichni na palubě zahynuli. Pohřben byl italskými partyzány.

## Po válce

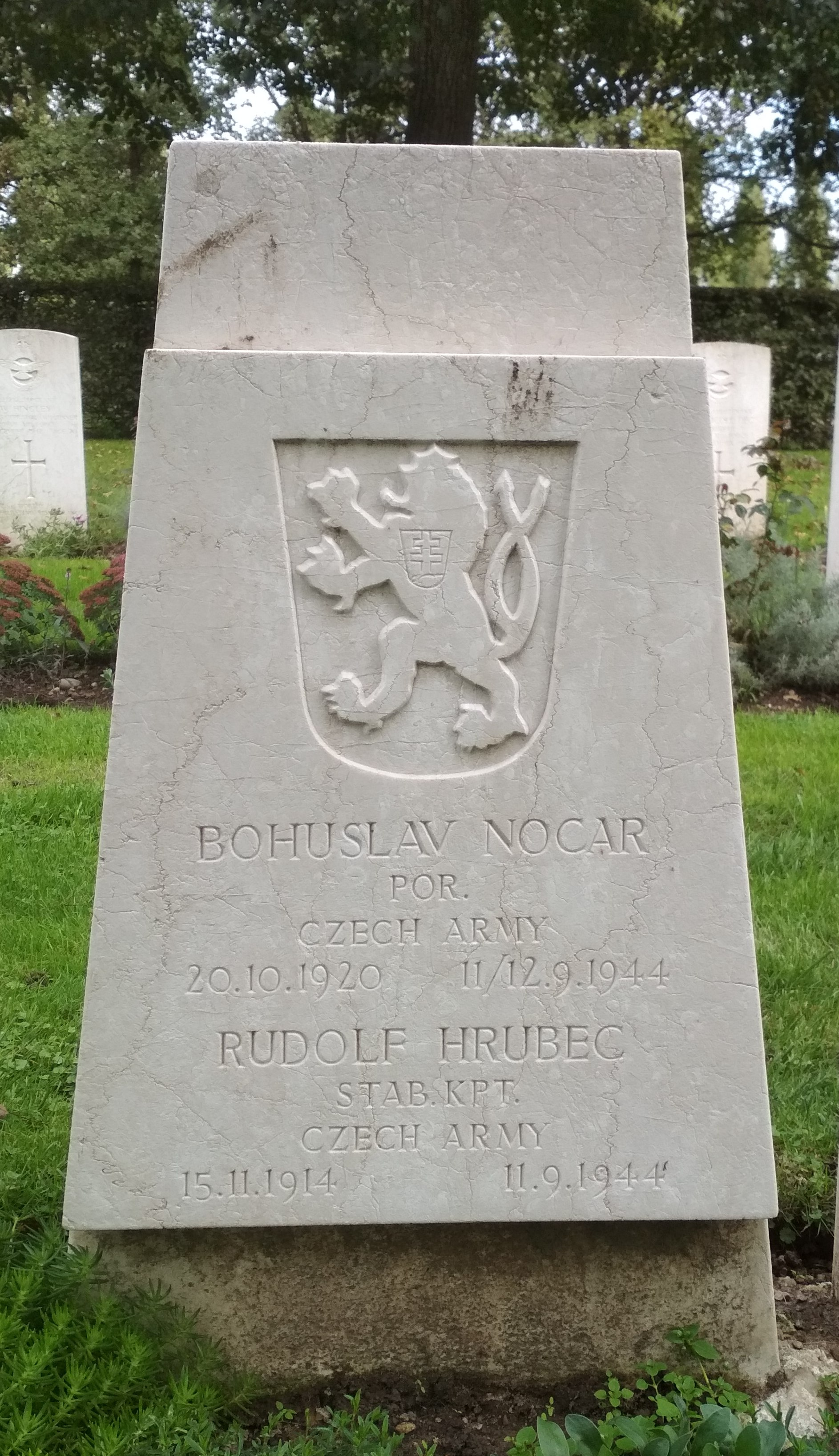
Náhrobek Bohuslava Nocara a Rudolfa Hrubce na milánském vojenském hřbitově.

V červnu 1945 bylo jeho tělo exhumováno a s vojenskými poctami pohřbeno na vojenském hřbitově v Miláně. 1. prosince 1945 byl povýšen do hodnosti poručíka spojových vojsk in memoriam.

## Vyznamenání
- 1944 -  Pamětní medaile československé armády v zahraničí se štítky Francie a Velká Británie
- 1945 - Československá medaile Za zásluhy II. stupně
- 1945 -  Československý válečný kříž 1939